# سپید و سیاه (آلبوم)
سپید و سیاه نام سومین آلبوم خواننده افغانستانی، داوود سرخوش می‌باشد که در سال ۲۰۰۴ از دانمارک منتشر شد و شامل ۹ ترانه می‌باشد. سرخوش در این آلبوم سعی داشته که علاوه بر خواندن به سبک سنتی از سبک مدرن تر به ترانه‌ها و آلبوم‌های قبلی خویش استفاده کند. این آلبوم توانست در ابتدا حدود ۲۵۰۰ نسخه به فروش برساند

## فهرست آهنگ‌ها
این آلبوم شامل نه ترانه می‌باشد.
| ردیف | آهنگ             | مدت  |
| ۰۱   | سفر              | ۴:۴۰ |
| ۰۲   | من و دریا        | ۳:۴۴ |
| ۰۳   | بازی             | ۶:۵۹ |
| ۰۴   | مو موردوم        | ۳:۵۳ |
| ۰۵   | چی شوخ هستی      | ۴:۰۵ |
| ۰۶   | سپید و سیاه      | ۵:۱۴ |
| ۰۷   | صفورا            | ۳:۴۳ |
| ۰۸   | خواب             | ۴:۳۶ |
| ۰۹   | وطنم دوباره اینک | ۴:۱۵ |

## همکاران
همکاران این آلبوم:
- گیتار کلاسیک و بیس و دوبل: قمرالله دیتا
- ترکیب: وقار احمد
- طبل و دولک: ارشاد علی
- فلوت: عبید علی، ساجد علی
- آکاردئون: ارشاد علی
- ویولون: اسلام الدین
- مهندس صدا: شاهد عباس و عشرت الله دیتا
- تنظیم موسیقی: قمرالله دیتا
- ضبط: اوگل استودیو کراچی پاکستان
- پوشش موسیقی: حبیب پیمان
- تولید: Mechid Group of Arts